# Siegfried Placzek

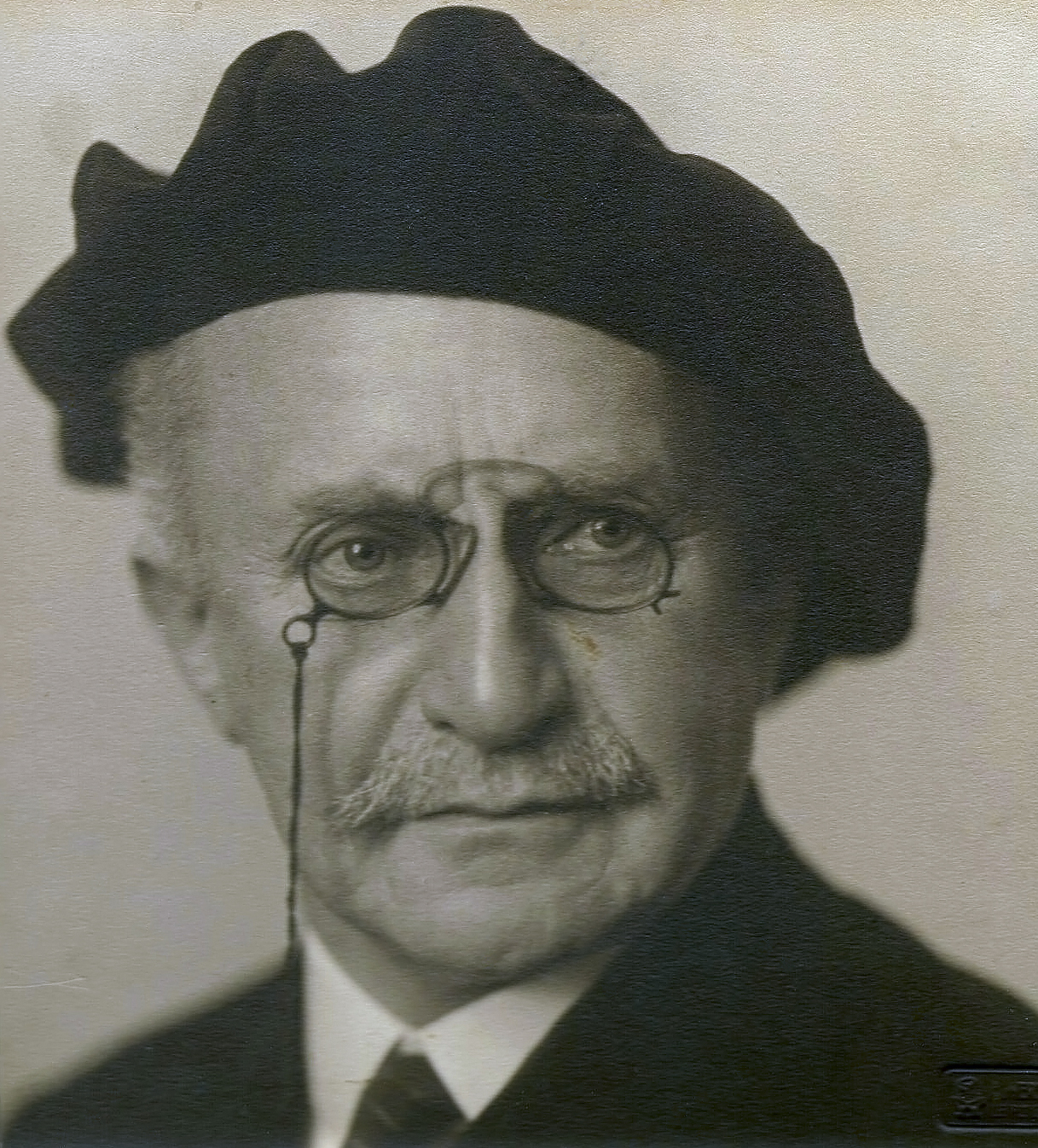
Siegfried Placzek

Siegfried Placzek (* 24. September 1866 in  Schwersenz, Posen; † 8. März 1946 in New York City) war ein deutscher Neurologe und Psychiater.

## Leben
Der Medizinstudent Siegfried Placzek besuchte die Universitäten in  Leipzig, Berlin und Kiel. In Jena studierte er bei Otto Binswanger und Theodor Ziehen. In Berlin arbeitete er bei Hermann Oppenheim als Assistent. 1889 wurde Placzek promoviert. Ab 1892 praktizierte er als Nervenarzt in Berlin. Eine Studienreise führte ihn 1893 in die USA.
1899 heiratete Siegfried Placzek die 1878 geborene Elise Agnes Hirschwald, Tochter des Mineralogen Julius Hirschwald. Das Paar bekam zwei Kinder –  Gerda (1901–1989) und Heinz (1903–1955). Die Ehe wurde 1910 geschieden.
Nach seiner Pensionierung entkam Placzek 1939 den Nationalsozialisten durch Emigration in die USA.

## Werk (Auswahl)
- Untersuchung des Mageninhalts bei Geisteskranken. Diss. Jena 1890
- Die medicinische Wissenschaft in den Vereinigten Staaten (online – Internet Archive, Leipzig 1894)
- Auf dem Rade : Eindrücke und Erfahrungen gesammelt auf Wanderfahrten durch den Schwarzwald, Ober-Bayern, Schweiz, Tirol, Ober-Italien. Berlin 1897
- Das Berufsgeheimis des Arztes. 1898
- Irrenstatistik und Irrenfürsorge. 1908
- Müssen Unfälle nervöse Folgen haben? Berlin 1914
- Selbstmordverdacht und Selbstmordverhütung. Eine Anleitung zur Prophylaxe für Ärzte, Geistliche, Lehrer und Verwaltungsbeamte. 1915
- Freundschaft und Sexualitat (online – Internet Archive, Bonn 1919). EA 1917
- Das Geschlechtsleben der Hysterischen (online – Internet Archive, Bonn 1922). EA 1919
- Homosexualitat und Recht. 1925
- Erotik und Schaffen. 1934

### Herausgeber
- Jahresbericht der Unfallheilkunde, gerichtlichen Medizin und öffentlichen Gesundheitspflege für die Ärztliche Sachverständigenthätigkeit (online – Internet Archive, Leipzig 1901). Periodikum ab 1900
- Künstliche Fehlgeburt und künstliche Unfruchtbarkeit. Ihre Indikationen, Technik und Rechtslage. Leipzig 1918